# Kornet (hudební nástroj)

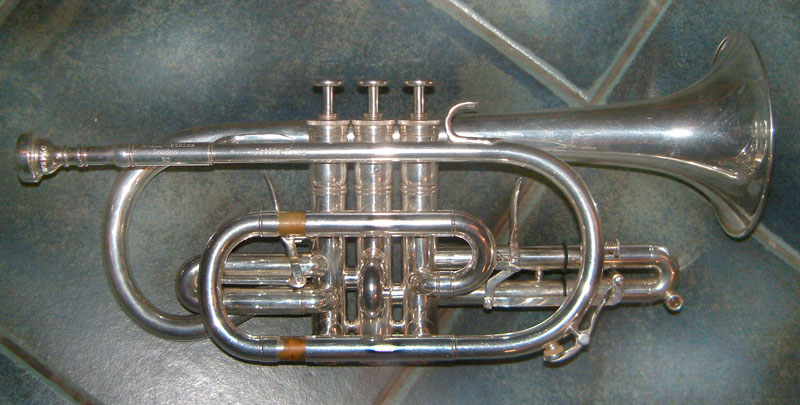
Kornet

Kornet je žesťový nástroj, který je vzhledem podobný kapesní trubce. Na přelomu 19. a 20. století byl velmi populární, trubka byla v té době naopak kvůli svému ostrému tónu považována za vulgární (viz dopisy Herberta L. Clarka). V současnosti se používá mnohem méně oproti B trubce, populární je v anglických dechových a vojenských hudbách a též v jazzové hudbě ( hlavně při interpretaci skladeb převážně dvacátých a třicátých let a v dixielandu) a též byly pro něj speciálně napsány některé skladby v klasické hudbě.  Kornet je vývojově starší než trubka, proslavili ho hlavně Jean-Baptiste Arban (1825-1889) a Herbert Lincoln Clarke (September 12, 1867 – January 30, 1945) .
Mívá většinou hlubší nátrubek než má trubka, ale užší stopku nátrubku.  Má stejnou délku trubice jako B trubka, je ale tónově měkčí ( i díky hlubším nátrubkům) a hlavně protože se jeho průřez (menzura) rozšiřuje postupně v celé délce nástroje. Vzhledem ke konstrukci nástroje je vyšší a kratší oproti trubce, proto je vhodný pro děti a začínající trumpetisty, než případně přejdou na trubku. Nejčastější tvar kornetu je tzv. shepherd's crook, který připomíná tvar pastýřské hole, ale vyrábějí se i kornety jiného tvaru (např. short cornet). Nejznámějšími výrobci kornetů byla/jsou v Anglii firma Besson/ Boosey Hawkes a v Americe např. firmy Buscher, Bach, King a Olds, v Japonsku firma Yamaha. Kornety vyráběla v Československu i firma Amati.
Např. slavný jazzman Louis Armstrong hrál z počátku své kariéry právě na kornet. Pravděpodobně nejvýznamnějším výhradním hráčem na kornet pak byl nejspíše dixielandový kapelník a skladatel Joe King Oliver. 
Ke snižování tonů se užívají, podobně jako u trubky tzv. Périnetovy ventily, tedy (obvykle tři) stlačované písty, které napojují na trubku různě dlouhé odbočky, čímž prodlouží délku trubky a sníží tak její rezonanční kmitočet o jeden tón (první odbočka), o půltón (druhá odbočka) a 1 a půl tónu (třetí odbočka).

## Příbuzné nástroje
- trubka
- kapesní trubka
- křídlovka